# Gottfried Reyger
Gottfried Reyger (ur. 4 listopada 1704 w Gdańsku, zm. 29 października 1788 w Gdańsku) – gdański naukowiec zajmujący się botaniką, fizyką, a także zoologią, meteorologią i astronomią.

## Życie i działalność
Urodził się w bogatej rodzinie kupieckiej. Był synem kupca gdańskiego Gottfrieda Reygera (ur. ok. 1675 w Gdańsku, zm. 27 lutego 1744 w Gdańsku) i bratankiem burmistrza – Friedricha Reygera. Uczył się w Gimnazjum Akademickim (Akademisches Gymnasium) w swoim rodzinnym mieście w latach 1720–1722, a potem studiował prawo i nauki przyrodnicze w Halle do 1726 roku. Po zakończeniu studiów podróżował po Europie, odwiedzając m.in. Niderlandy, Anglię i Francję. Wrócił do Gdańska, w którym przez kilka lat był przełożonym kościoła Zbawiciela i szpitala św. Gertrudy (St. Gertrauden-Hospital). Ponieważ pochodził z bogatej rodziny i dysponował wystarczającymi na życie funduszami, w 1734 zrezygnował z obu tych funkcji i zajął się studiami naukowymi. W 1735 podróżował w celach naukowych po Rzeczypospolitej. Był jednym z dziewięciu założycieli Towarzystwa Przyrodniczego w Gdańsku (Societas physicae experimentalis), które powstało 2 stycznia 1743 roku, a w roku 1753 zmieniło nazwę na Naturforschende Gesellschaft in Danzig. W 1753 został (na dwa lata) dyrektorem stowarzyszenia i dokonał reform administracyjnych — wprowadził podział na wydziały, przy czym sam kierował Wydziałem Przyrodniczym. W 1780 osiadł w podgdańskiej Oruni, zakładając w swojej posiadłości ogród i organizując w niej spotkania uczonych. Po jego śmierci posiadłość sprzedana została przez wdowę, a współcześnie stanowi Park Oruński. W testamencie Reyger ustanowił fundację działającą na rzecz rozwoju nauki.

### Prace botaniczne
Opublikował dwutomowe dzieło o florze Gdańska Tentamen florae Gedanensis (1764–1766) najpierw po łacinie, a w 1768 roku po niemiecku. Praca ta stanowiła pierwszą w Niemczech próbę uporządkowania i opisania lokalnej flory według systemu Linneusza. Nie wszystkie rośliny wymieniane w Tentamen florae… Reyger znalazł osobiście – wiele cytował za poprzednikami: Mikołajem Oelhafem, Christianem Mentzlem i Jakobem Breynem. Dlatego kilka błędów zawartych w ich pracach zostało powielonych w pracy Reygera. Autor podaje stanowiska i opisy gatunków, ich cechy charakterystyczne i okres kwitnienia oraz nieliczne synonimy, w większości za systemem Gasparda Bauhina. W części drugiej, stanowiącej suplement, Reyger wprowadził kilka nowych gatunków, korekty oraz uzupełnienia do opisów gatunków. W efekcie wykaz składa się w sumie z 154 gatunków skrytopłciowych i 714 gatunków jawnopłciowych. Hugo Klinggraeff podał, że po odliczeniu form, kilku gatunków obcych i takich, które Reyger przejął błędnie za swoimi poprzednikami, zostaje około 630 prawidłowo oznaczonych jawnopłciowych, w tym 190 gatunków wcześniej niepodawanych z okolic Gdańska i około 40 gatunków w ogóle nowych dla Prus. Przy opracowywaniu Tentamen florae… swoje dane florystyczne przekazywał Reygerowi pastor Johann Reinhold Forster, który pracował w latach 1753–1765 w Mokrym Dole pod Gdańskiem oraz Johann Philipp Breyne. Do części drugiej Reyger dołączył biografię Johanna Breynego i reprint Centuria plantarum circa nobile Gedanum… Christiana Mentzla. Wydanie niemieckojęzyczne dzieła Reygera ukazało się w 1768 roku (kolejne wydanie w 1825). Jego celem było – jak pisze we wstępie autor – udostępnienie podręcznika miłośnikom świata roślin nieposługującym się językiem łacińskim. To jednotomowe wydanie zawiera wybór z obu tomów Tentamen florae… oraz 6 nowych gatunków, które autor sam zaobserwował. W swojej pracy o pogodzie w Gdańsku (z 1770) Reyger zamieścił niewielkie uzupełnienie do flory Gdańska.
Reyger w swojej posiadłości w Oruni założył ogród (później Höhnes Garten i Park Oruński), w którym uprawiał rośliny egzotyczne. Na zebraniu Towarzystwa Przyrodniczego w Gdańsku wygłosił wykład „O wpływie pogody na rodzime rośliny” (1767), w którym przedstawił – prawdopodobnie jako pierwszy w Niemczech – wyniki swoich obserwacji terminów kwitnienia około 500 gatunków roślin. Swój kalendarz kwitnienia przygotował na wzór podobnego, opracowanego przez Karola Linneusza dla rejonu Hammarby pod Uppsalą. Wygłosił szereg wykładów dla Towarzystwa dotyczących systemu Linneusza, co zaowocowało wzmożoną aktywnością członków Towarzystwa na polu botaniki.

### Prace zoologiczne
W zeszytach naukowych Towarzystwa Przyrodniczego w Gdańsku opublikował w 1754 roku pracę o rozwoju mszyc. Wydał po śmierci Jacoba Kleina jego pracę o ptakach Verbesserte und vollstaendigere Historie der Voegel herausgegeben von Gottfried Reyger (1760). W 1766 opublikował też na podstawie materiałów Kleina, ale opracowaną i wydaną we współautorstwie, pracę pt. Ova avium plurimarum ad naturalem magnitudinem delineata et genuinis coloribus picta, J.T. Klein Sammlung verschiedener Voegel.

### Prace meteorologiczne
W latach 1722 do 1769 regularnie rejestrował stan pogody w Gdańsku, dzięki czemu możliwe jest odtworzenie przebiegu zmian temperatur i opadów dla poszczególnych miesięcy, sezonów i lat. Jego obserwacje pozwoliły na analizę ówczesnej zmienności warunków pogodowych, rozkładu lat cieplejszych i względnie chłodnych oraz tak samo suchych i bardziej wilgotnych. Zauważył, że ruchy mas powietrza z zachodu powodują pogodę umiarkowaną, a z południa i wschodu – przynoszą w styczniu silny mróz.

### Prace z zakresu fizyki i astronomii
Prowadził badania i dokonywał eksperymentów nad wolnym spadaniem ciał i ruchem po równi pochyłej. Obserwacje astronomiczne prowadził w Bramie Zielonej.

## Publikacje
- 1764–1766: Tentamen florae Gedanensis methodo sexuali adcomodatae. Dantisci apud D. L. Wedel, vol. 1 ss. 293, vol. 2 ss. XII+224. (BioDivLibrary)
- 1768: Die um Danzig wildwachsenden Pflanzen nad ihren Geschlechtstheilen geordnet und beschrieben. Daniel Ludewig Wedel, Danzig, 14 nienumerowanych stron ("Vorrede")+ss. 431. (BioDivLibrary)
- 1770: Die Beschaffenheit der Witterung in Danzig vom Jahr 1722 bis 1769 beobachtet nach ihren Veränderungen und Ursachen verwogen, und mit dem Wetter an andern Orten verglichen. Danzig und Leipzig bey Daniel Ludwig Wedel. Ss. 355.
- 1788: Reyger von der Danziger Witterung ; Die Beschaffenheit der Witterung in Danzig. T. 2. Vom Jahr 1770 bis 1786, nebst Zusatzen zur Danziger Flora. Gedruckt bey D. Wedel, Danzig